# من أول دقيقة
من أول دقيقة وهي أغنية ديو بين المغنية اللبنانية إليسا والمغني المغربي سعد لمجرد، من كلمات أمير طعيمة وألحان رامي جمال وتوزيع أحمد إبراهيم، أصدرت في 4 مايو 2022 مع الفيديو كليب الذي أخرجه كريم بنيس وتخطى حاجز الـ100 مليون مشاهدة على يوتيوب في أقل من شهر منذ طرحه لتصبح بذلك أسرع أغنية عربية تصل الى المئة مليون مشاهدة.

## خلفية
في 14 أبريل 2022 صرحت إليسا خلال حلولها ضيفة ببرنامج "مراحل" مع الإعلامي علي العلياني، أنها تستعد لطرح ألبومها الجديد قريباً، ولكنها ستطرح أغنية منفردة في عيد الفطر على شكل ديو غنائي ستجمعها بفنان مغربي من دون الكشف عن أسمه. وفي 23 أبريل نشرت إليسا صورة لها من فرنسا، جمعتها بعدد من الأصدقاء، وبدأ الجمهور والمعجبين بتداولها، مرجحين أن تواجدها في فرنسا هو من أجل الديو الذي سيجمعها مع الفنان المغربي سعد لمجرد وأكد هذا الخبر مصادر خاصة لإي تي بالعربي. وفي 29 أبريل نشرت إليسا صورة مع شخص ظللت فيها شكله تماما، واكتفت بكتابة مقطع من الأغنية على الصورة «الحب حد تستند عليه» وكشفت كذلك أسم الأغنية، وفي 1 مايو نشرت إليسا فيديو إعلان الأغنية على قناتها في يوتيوب.

## الإصدار والفيديو كليب
في 4 مايو 2022 وعند الساعة الثامنة مساءاً بتوقيت لبنان والخامسة بتوقيت المغرب تم إصدار الأغنية ونشر الفيديو كليب على قناة إليسا في موقع يوتيوب.
الفيديو كليب كان من إخراج كريم بنيس، تم تصويره في باريس، وتضمن مشاهد من كواليس التحضير للأغنية في أستوديو التسجيل.

## شهرة وإنتشار الأغنية
حققت الأغنية ارقاماً قياسية منذ تحميلها في قناة إليسا على موقع يوتيوب، حيث حصدت أكثر من ثلاثة مليون مشاهدة بعد يوم واحد من إصدارها. وحازت عالمياً على المركز الأول كأكثر فيديو موسيقي مشاهدة خلال الـ24 ساعة الماضية، وتخطت حاجز الـ25 مليون في أول أسبوع من إصدارها. وفي أقل من شهر حصدت أكثر من 100 مليون مشاهدة لتصبح بذلك أول أغنية عربية تصل الى المئة مليون مشاهدة خلال شهر واحد. وتخطت حاجز الـ300 مليون مشاهدة بعد سبعة أشهر من طرحها لتعتبر أول أغنية عربية تحقق 300 مليون مشاهدة في غضون نصف عام.
كما تصدر الكليب قائمة الفيديوهات الأكثر مشاهدة عبر يوتيوب في عدة دول العربية منها لبنان، الجزائر ، البحرين، مصر، العراق، الأردن، الكويت، ليبيا، المغرب، تونس، سلطنة عمان، قطر، السعودية، الإمارات. وكذلك كان الاكثر مشاهدة في العديد من الدول الاوروبية منها السويد، بلجيكا، إسبانيا، فرنسا، إيطاليا، هولندا بالاضافة الى كندا خارج أوروبا.
وتصدرت الأغنية في قائمة بيلبورد عربية هوت 100 في المركز الخامس العشر وظلت في القائمة لمدة ثلاثين أسبوع.

## ردود الفعل والإنتقادات
تباينت آراء المستمعين على مواقع التواصل الإجتماعي بالأغنية، جاء الجدل الأوسع من زاوية بعيدة عن الأغنية نفسها، حيث شن عدد من النشطاء والداعمين لحقوق المرأة هجوماً على إليسا في مواقع التواصل الاجتماعي منذ الإعلان عن الأغنية، حيث أتهموها بـ"تطبيع الأغتصاب"، في إشارة إلى سعد لمجرد، الذي يواجه إتهامات عدة بالعنف والتحرش والإغتصاب الذي طال عدداً من النساء في أوقات وأماكن مختلفة، جاءت دعوات المقاطعة والإستنكار على إليسا خاصتاً لأنها تصف نفسها بالمُدافعة عن حقوق المرأة وسجّلت في أرشيفها الفني أعمالاً غنائية متعددة لمساندة النساء. وعلى الرغم من الإنتقادات والحملات، تابعت إليسا الترويج للأغنية دون أن تصدر أي تعليق على ما طالها.

## العروض المباشرة
قدمت إليسا لوحدها عرضاً مباشراً للأغنية لأول مرة في حفلة ضمن فعاليات موسم جدة في 18 مايو 2022 بمسرح بنش مارك. وفي 7 يونيو 2022 غنى سعد لمجرد الأغنية لوحده خلال وجوده كضيف في برنامج صدى الملاعب. وفي 17 يونيو 2022 قدمت إليسا الأغنية مع سعد لمجرد لأول مرة معاً في حفلة ضمن فعاليات موسم جدة في مسرح سوبر دوم. وفي 1 يوليو 2022 غنت إليسا الأغنية لوحدها في حفلة غنائية في الغردقة بمصر. وفي 30 يوليو 2022 غنتها في حفلتها بكازينو لبنان. وفي 13 أغسطس 2022 غنتها في حفلتها في بمدينة إسطنبول في تركيا.

## قائمة الأغاني وصيغتها
- تحميل رقمي[34]

1. "من أول دقيقة" – 4:32

- تحميل رقمي – رودج ريمكس[35]

1. "من أول دقيقة" (رودج ريمكس) – 3:28

## طاقم العمل
تم أخذ المعلومات من صندوق وصف الفيديو كليب في يوتيوب:
| - إليسا – غناء - سعد لمجرد – غناء وإنتاج - أمير طعيمة – كلمات - أحمد ابراهيم – توزيع وتأليف وتريات - إيلي بربر – ميكس وماستر | - تامر غنيم – تنفيذ وتريات - عدس – تسجيل وتريات - مصطفى اصلان – جيتار - نادر مجدي – كلارينت - شركة إي ريكوردز – إنتاج |

## القوائم الموسيقية
| القائمة                                  | المركز |
| ---------------------------------------- | ------ |
| الوطن العربي (بيلبورد عربية هوت 100)     | 15     |
| الشرق الأوسط وشمال أفريقيا (آي أف بي آي) | 16     |
| لبنان (لائحة أفضل 20 أغنية)              | 7      |

## الجوائز والترشيحات
| العام | الجائزة                 | الفئة                 | النتيجة | مراجع. |
| ----- | ----------------------- | --------------------- | ------- | ------ |
| 2022  | جوائز بيغ آبل الموسيقية | أفضل تعاون لهذا العام | رُشِّح     | [ 40 ] |
| 2023  | جوائز صناع الترفيه      | جائزة الأغنية المفضلة | رُشِّح     | [ 41 ] |

## تاريخ الإصدار
| المنطقة              | التاريخ      | الصيغة     | النسخة     | شركة التوزيع | مراجع  |
| -------------------- | ------------ | ---------- | ---------- | ------------ | ------ |
| في جميع أنحاء العالم | 4 مايو 2022  | تحميل رقمي | الأصلية    | وتري         | [ 42 ] |
| في جميع أنحاء العالم | 5 أغسطس 2022 | تحميل رقمي | رودج ريمكس | وتري         | [ 43 ] |